# Flen
Flen – miejscowość (tätort) w Szwecji, w regionie administracyjnym (län) Södermanland. Siedziba władz (centralort) gminy Flen. W latach 1949–1970 Flen miał administracyjny status miasta.
W 2015 roku Flen liczył 6594 mieszkańców.

## Położenie
Flen jest położony w środkowej części prowincji historycznej (landskap) Södermanland ok. 25 km na wschód od Katrineholmu, pomiędzy jeziorami Gårdsjön i Bjuren od strony południowej oraz Taljasjön i Orrhammaren od północnej. Przez miejscowość przepływa rzeka Flensån.

## Historia
Miejscowość rozwinęła się w 2 poł. XIX wieku jako osada kolejowa przy otwartej w 1862 roku linii kolejowej Västra stambanan (Sztokholm – Göteborg) ze stacją Flen. W 1877 roku oddano do użytku wszystkie odcinki linii kolejowej łączącej Grängesberg w Bergslagen z portem w Oxelösundzie, obsługującej przede wszystkim transport rudy żelaza. Flen stał się węzłem kolejowym. W 1893 roku zbudowano obecny budynek dworca kolejowego. W 1901 roku Flen, liczący ok. 1000 mieszkańców, uzyskał status municipalsamhälle. W 1949 roku szybko rozwijającej się miejscowości nadano prawa miejskie i przekształcono w gminę miejską (Flens stad). Miasto liczyło wówczas ok. 4500 mieszkańców. W 1971 roku, w wyniku reformy administracyjnej i wprowadzeniu jednolitego typu gminy, miasto Flen weszło w skład nowo utworzonej gminy Flen (Flens kommun).

## Demografia
Liczba ludności tätortu Flen w latach 1960–2015:

## Transport i komunikacja

### Drogi
Przez Flen przebiegają drogi krajowe nr 55 (Riksväg 55; Uppsala – Katrineholm – Norrköping) i nr 57 (Riksväg 57; Järna – Katrineholm). Prowadząca na południe droga lokalna nr 221 (Länsväg 221) łączy Flen przez Bettna z drogą krajową nr 52 (Riksväg 52; Kumla – Nyköping).

### Koleje
Flen jest jedną ze stacji przy Västra stambanan. Drugą linią kolejową jest jednotorowa linia Sala – Oxelösund, przebiegająca na osi północ-południe. Odcinek Flen – Eskilstuna obsługuje ruch pasażerski; na odcinku Flen – Oxelösund odbywają się jedynie przewozy towarowe.